# Neurowie

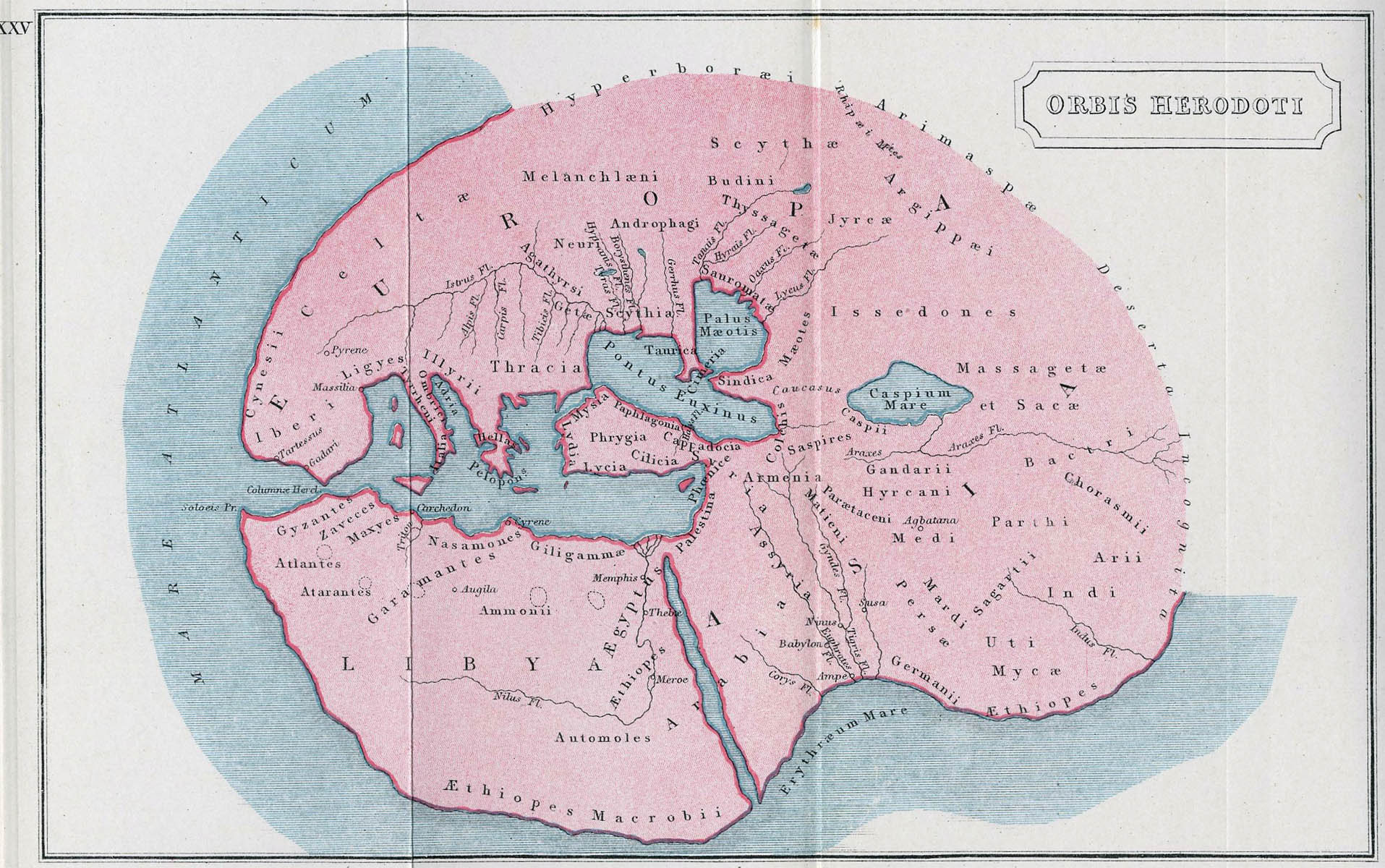
Mapa „Świat Herodota” z XIX wieku

Neurowie (stgr. Νευροί) – starożytny lud wzmiankowany przez Herodota, który lokalizował ich siedziby na północny zachód od Morza Czarnego. Najdawniejszy lud opisany w źródłach klasycznych, który bywa utożsamiany z Prasłowianami.
Według Dziejów Herodota, Neurowie na pokolenie przed wyprawą króla perskiego Dariusza Wielkiego przeciw Scytom osiedlili się w kraju Budynów, zmuszeni do opuszczenia swojej ojczyzny z powodu plagi węży. Grecki historyk przekazał także informację o szamańskich praktykach Neurów związanych z wilkołactwem, pisząc że raz do roku na kilka dni każdy z nich staje się wilkiem, a potem znowu przybiera dawną postać.

Neurowie mają scytyjskie zwyczaje. (…) Ci Neurowie wydają się być czarodziejami. Opowiadają bowiem Scytowie i zamieszkali w Scytii Hellenowie, że stale raz do roku każdy z Neurów na kilka dni staje się wilkiem, a potem znowu przybiera dawną postać. Ja wprawdzie w te ich baśnie nie wierzę, niemniej tak oni utrzymują i na to przysięgają.

## Lokalizacja i identyfikacja etniczna
Polscy językoznawcy Witold Mańczak i Tadeusz Lehr-Spławiński skłonni byli dopatrywać się owych wspomnianych przez Herodota pierwotnych siedzib Neurów na obszarze położonym mniej więcej między Bugiem i Wielkopolską, na co wskazywać miałyby licznie występujące na tym terenie nazwy rzeczne o rdzeniu *nur / *nyr („mokry, wilgotny”): Nurzec, Ner, Narew. Neurowie byliby w tym przypadku ludnością, która przemieściła się na wschód z kultury łużyckiej.
Według kolejnego lingwisty Zbigniewa Gołąba Νευροί = psł *Nervi = „ludzie” – populacja prasłowiańska (być może również Budynowie), która nawiązała łączność z powrotną falą irańskich koczowników Scytów, którzy pojawili się na stepach pontyjskich. Świadczyć o tym może istnienie całego zestawu wyrazów charakterystycznych tylko dla Słowian i Irańczyków (nie występujących w językach bałtyckich, albo będących późną pożyczką z języków słowiańskich), szczególnie w zakresie życia religijnego, obyczajów, moralności (np. para: bogъ : divъ), które prawdopodobnie pochodzą z pierwszych wieków pierwszego tysiąclecia p.n.e. Łączność ta, która pozostawiła trwały ślad w kulturze i słownictwie Słowian, trwała aż do ok. 300 n.e. i przybycia Gotów na Ukrainę.
Inne hipotezy dopatrują się w Neurach związku plemiennego słowiańsko-bałtyckiego lub nawet plemion wyłącznie bałtyckich. Jeszcze inni badacze skłonni są dopatrywać się w nich ludności ugrofińskiej. Neurowie byli kojarzeni też z obszarem kultury miłogradzkiej (Białoruś/Ukraina), jednakże wykopaliska archeologiczne w grodzisku w Chotyńcu na Podkarpaciu pozwalają lokalizować ich na obszarze dzisiejszej Polski.